# Конвой № 2222
Конвой № 2222 — японський конвой часів Другої світової війни, проведення якого відбувалось у грудні 1943 року.
Конвой сформували в Рабаулі — головній передовій базі в архіпелазі Бісмарка, з якої японці провадили операції на Соломонових островах та сході Нової Гвінеї. Місцем призначення при цьому був атол Трук (Чуук) на сході Каролінських островів (ще до війни тут була створена потужна база ВМФ, з якої до лютого 1944 року провадились операції в цілому ряді архіпелагів).
До складу конвою увійшли ремонтне судно «Ямабіко-Мару», транспорти «Ямакуні-Мару» та «Кейо-Мару», а ескорт складався з есмінців «Оіте» та «Асанагі».
22 грудня 1943 року кораблі вийшли з Рабаула та попрямували на північ. У цей період комунікації архіпелагу Бісмарка перебували під ударами не лише підводних човнів, а й авіації, проте проходження конвою № 2222 відбулось без інцидентів, і 25 грудня він прибув на Трук.
Уже в наступному рейсі з Труку до Йокосуки «Ямабіко-Мару» та «Ямакуні-Мару» будуть потоплені.